# Palakkad (district)
Palakkad is een district van de Indiase staat Kerala. Het district telt 2.617.072 inwoners (2001) en heeft een oppervlakte van 4480 km². Het is een vrij vlak district in een onderbreking van de West-Ghats, en het heeft een treinverbinding van Kerala naar Chennai in Tamil Nadu.

## Landbouw in industrie
Het weer in Palakkad is warm, net als in de rest van het laagland van Kerala. De regenval is relatief laag met 1800 mm per jaar, vanwege de onderbreking in de West-Ghats en daarmee beperkte opstuwing van de zuid-west moesson. De helft van het oppervlak van Palakkad wordt gebruikt voor landbouw, de helft daarvan dan weer met meerdere oogsten per jaar. Ongeveer 80% van de bevolking werkt in de landbouw. Palakkad verzorgt ongeveer een derde van de rijstproductie van Kerala. Stuwdammen in de rivier de Bharathapuzha en haar zijrivieren worden gebruikt voor irrigatie van 655 km² land met onder andere jackfruit, mango's, bananen, ananas en papaya's. In de stuwmeren wordt vis gekweekt. De stuwdam van Siruvani is gebouwd voor de drinkwatervoorziening van Coimbatore, net over de staatsgrens met Tamil Nadu. Er zijn ongeveer 250 zuivelcorporaties in het district. Palakkad heeft grote en kleine industriële bedrijven, onder andere op een industriegebied bij Kanjikkode aan de grens met Tamil Nadu.

## Toerisme

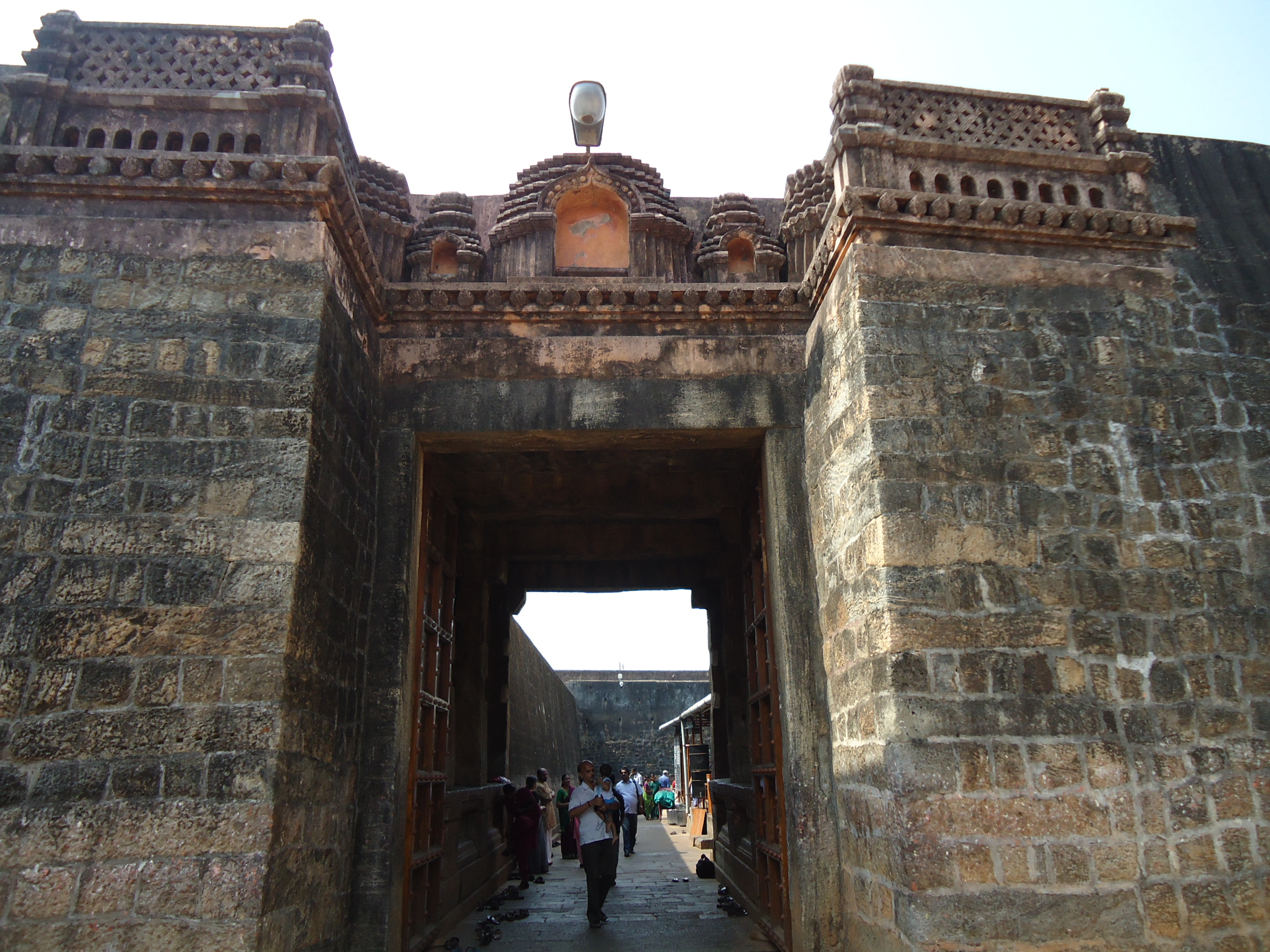
Poort in het Palakkad Fort (2012)

In het noorden van Palakkad ligt het Silent Valley National Park. Het is 90 km² groot en sluit aan op andere delen van het Nilgiri Biosphere Reserve. Het Parambikulam Wildlife Sanctuary is 280 km² groot en ligt in het zuiden van Palakkad. Het sluit aan op het Indira Gandhi Wild Life Sanctuary in Tamil Nadu. Het Palakkad Fort in de stad Palakkad zelf, stamt uit 1766 en is indertijd gebouwd door Hyder Ali van Mysore.